# Кундомаярви
Кундомаярви — озеро на территории Малиновараккского сельского поселения Лоухского района Республики Карелия.
Площадь озера — 1 км², площадь водосборного бассейна — 13,1 км². Располагается на высоте 57,3 метров над уровнем моря.
Форма озера продолговатая; вытянуто с запада на восток. Берега изрезанные, каменисто-песчаные.
Озеро соединено протокой с Нольозером, через которое протекает река Нольозерская, впадающая в Нотозеро, через которое протекает река Лопская, впадающая в озеро Пажма, являющееся частью Ковдозера. Через последнее протекает река Ковда, впадающая, в свою очередь, в Белое море.
Населённые пункты возле озера отсутствуют. Ближайший — посёлок при станции Полярный Круг — расположен в 6 км к северо-востоку от озера.
Код объекта в государственном водном реестре — 02020000611102000001716.